# Asopella
Asopella – niewielki rodzaj kosarzy z podrzędu Laniatores i rodziny Epedanidae. Gatunkiem typowym jest Asopella xanti.

## Występowanie
Przedstawiciele rodzaju występują w Azji Południowo-Wschodniej.

## Systematyka
Opisano dotąd zaledwie 2 gatunki z tego rodzaju:
- Asopella robusta S. Suzuki, 1982
- Asopella xanti Sørensen, 1932